# Pomponio Ceci
Pomponio Ceci (o Pomponio Cecci o Pomponio Cesi; in latino Pomponius Cecius o Ceccius) (Roma, 1500 ca. – Roma, 4 agosto 1542) è stato un cardinale e vescovo cattolico italiano.

## Biografia
Membro della famiglia Ceci, nobile casato romano del Rione Monti, Pomponio Ceci fu valente studioso di filosofia e astronomia, e canonico di San Giovanni in Laterano.
Fu vescovo di Civita Castellana e Orte, poi di Nepi e Sutri.
Il 2 giugno 1542 fu nominato cardinale da papa Paolo III e il 12 giugno ricevette il titolo di San Ciriaco alle Terme. Fu vicario per la città di Roma.
Morì pochi mesi dopo e fu sepolto nella basilica di San Giovanni in Laterano.